# 奧利佛·培瑞茲
奧利佛·培瑞茲·馬丁內斯（西班牙語：Óliver Pérez Martínez，1981年8月15日—），為錢美國職棒大聯盟的投手，生涯曾效力於教士、海盜、大都會、水手、響尾蛇、太空人、國民與印地安人等隊。

## 個人生活
培瑞茲與妻子育有三名子女，一家人居於亞利桑那州仙谷。

## 外部連結
- 球員資訊和成績在MLB ，ESPN ，Retrosheet ，Baseball Reference ，Baseball Reference (Minors) ，Fangraphs ，The Baseball Cube （英文）